# Радивоевич, Йованка
Йованка «Кица» Радивоевич (серб. Јованка "Кица" Радивојевић; 1922, Призрен — май 1943, Косовска-Митровица) — югославская студентка, партизанка времён Народно-освободительной войны, Народный герой Югославии.

## Биография
Родилась в 1922 году в Призрене. Учась в седьмом классе средней школы, стала активисткой школьного отделения Союза коммунистической молодёжи Югославии. Осенью 1939 года была принята в КПЮ. Из школы Призрена была исключена после того, как 1 мая 1940 на здании старой призренской крепости установила красную звезду (аресту подверглись Йованка и её брат Александар). Доучивалась в Пече, позднее перебралась в Тетово.
В апреле 1941 года Йованка сбежала из дома после того, как Косово оккупировали итальянцы и албанцы. Девушка вступила в ряды антифашистского подполья, заняв должность секретаря Косовского райкома КПЮ и войдя в состав Призренского горкома КПЮ. Часто отправлялась на задания в Урошевац. В конце 1942 года была переведена в Косовску-Митровицу, став секретарём местного отделения Союза коммунистической молодёжи Югославии. В мае 1943 года участвовала в Съезде КПЮ, на котором было принято решение о начале активных вооружённых выступлений в Косово.
В мае 1943 года была арестована агентами гестапо и после безрезультатных допросов расстреляна. Посмертно награждена званием Народного героя 6 июля 1953.